# امامزاده سید مظفرالدین ابن موسی
امامزاده سید مظفرالدین ابن موسی مربوط به سدهٔ ۷ و ۸ ه‍.ق است و در شهرستان فیروز کوه، بخش ارجمند، روستای دشتان واقع شده و این اثر در تاریخ ۷ مهر ۱۳۸۱ با شمارهٔ ثبت ۶۳۴۱ به‌عنوان یکی از آثار ملی ایران به ثبت رسیده است.